# سلفادور ماتشادو
سلفادور ماتشادو (بالإسبانية: Salvador Machado Agüero)‏ (و. القرن 19  م) هو سياسي من نيكاراغوا.